# Волкашо (Лука)
Волкашо је насеље у Италији у округу Лука, региону Тоскана.
Према процени из 2011. у насељу је живело 34 становника. Насеље се налази на надморској висини од 267 м.